# 约翰尼·凯利 (马拉松运动员)
約翰尼·凱利（英語：John Adelbert Kelley，1907年9月6日—2004年10月6日）是一位著名的美國馬拉松運動員，一生共參加了61次馬拉松比賽，其中有58次成功完賽。
1928年，凱利首次參加波士頓馬拉松；1935年以2小時32分07秒成績奪得冠軍，並在其後10年間7次刷新個人紀錄。他曾代表美國參加3次夏季奧林匹克運動會的馬拉松比賽。